# Avril 1911

## Événements
- 12 avril  : 
  - le Français Leblanc bat le record de vitesse pure en avion : 111,801 km/h sur un « Blériot ».;
  - le Français Pierre Prier, directeur de l'école de pilotage Blériot, relie, pour la première fois en avion, Londres (aérodrome de Hendon) et Paris (terrain d’aviation d’Issy-les-Moulineaux) sans escale en 3 heures et 56 minutes de vol, avec un monoplan Blériot à moteur Gnome de 50 chevaux[1],[2]  .
- 14 avril[3]: l’État belge passe un contrat avec la société britannique Lever pour créer la HCB (Huileries du Congo belge). Il prévoit la concession par étape de 750 000 ha de terre pour y exploiter l’huile de palme. En 1930, la HCB traitera 96 900 tonnes de fruits et exportera 18 000 tonnes d’huile et 10 300 tonnes d’amandes.
- 20 avril : loi de séparation de l'Église et de l'État au Portugal.
- 23 avril : la France intervient militairement au Maroc pour dégager Fès menacée par les tribus hostiles au sultan.

## Naissances
- 1er avril : 
  - Armel Guerne, poète, écrivain et traducteur suisse († 9 octobre 1980).
  - Adam Kozłowiecki, cardinal polonais, archevêque émérite de Lusaka (Zambie) († 28 septembre 2007).
  - Fauja Singh, coureur de fond britannique, centenaire († 14 juillet 2025).
- 5 avril : Hédi Nouira, homme politique tunisien († 25 janvier 1993).
- 8 avril : Emil Cioran, philosophe et écrivain roumain († 20 juin 1995).
- 9 avril : Alfred Coste-Floret, homme politique français († 9 janvier 1990).
- 10 avril : Maurice Schumann, homme politique et académicien français († 9 février 1998).
- 13 avril : Gunter Böhmer, peintre, dessinateur et illustrateur allemand († 8 janvier 1986).
- 17 avril : Hervé Bazin, écrivain français († 17 février 1996).
- 22 avril : Torgny Wickman, réalisateur suédois († 24 septembre 1997).

## Décès
- 4 avril : Constantin Kryjitski, peintre russe (° 17 mai 1858).
- 10 avril : Mikalojus Konstantinas Čiurlionis, compositeur et peintre lituanien.
- 14 avril : Henri-Elzéar Taschereau, juge à la cour suprême.
- 18 avril : Edmond Lefever, sculpteur belge (° 25 février 1839).
- 25 avril : Emilio Salgari, 48 ans, écrivain italien, auteur de romans et nouvelles d'aventures (° 21 août 1862).
- 29 avril : Charles-Alphonse-Pantaléon Pelletier, politicien.